# 三郷市立前間小学校
三郷市立前間小学校（みさとしりつ ぜんましょうがっこう）は、埼玉県三郷市前間にある公立小学校。

## 概要
早稲田団地の北はずれに位置し、1984年に三郷市立丹後小学校から分離開校した。

## 沿革
- 1984年（昭和59年）4月 - 開校
- 2024年（令和6年）4月 ‐ 後谷小学校を統合。

## 主な進学先
- 三郷市立早稲田中学校

## 交通アクセス
- JR武蔵野線 三郷駅下車

## 主な出身者
- 福田俊介（プロサッカー選手　大宮アルディージャ）
- 髙橋萌木子（陸上競技選手）[1]
- 小柳達司（プロサッカー選手　ブラウブリッツ秋田）